# Partido Socialista dos Trabalhadores (Estados Unidos)

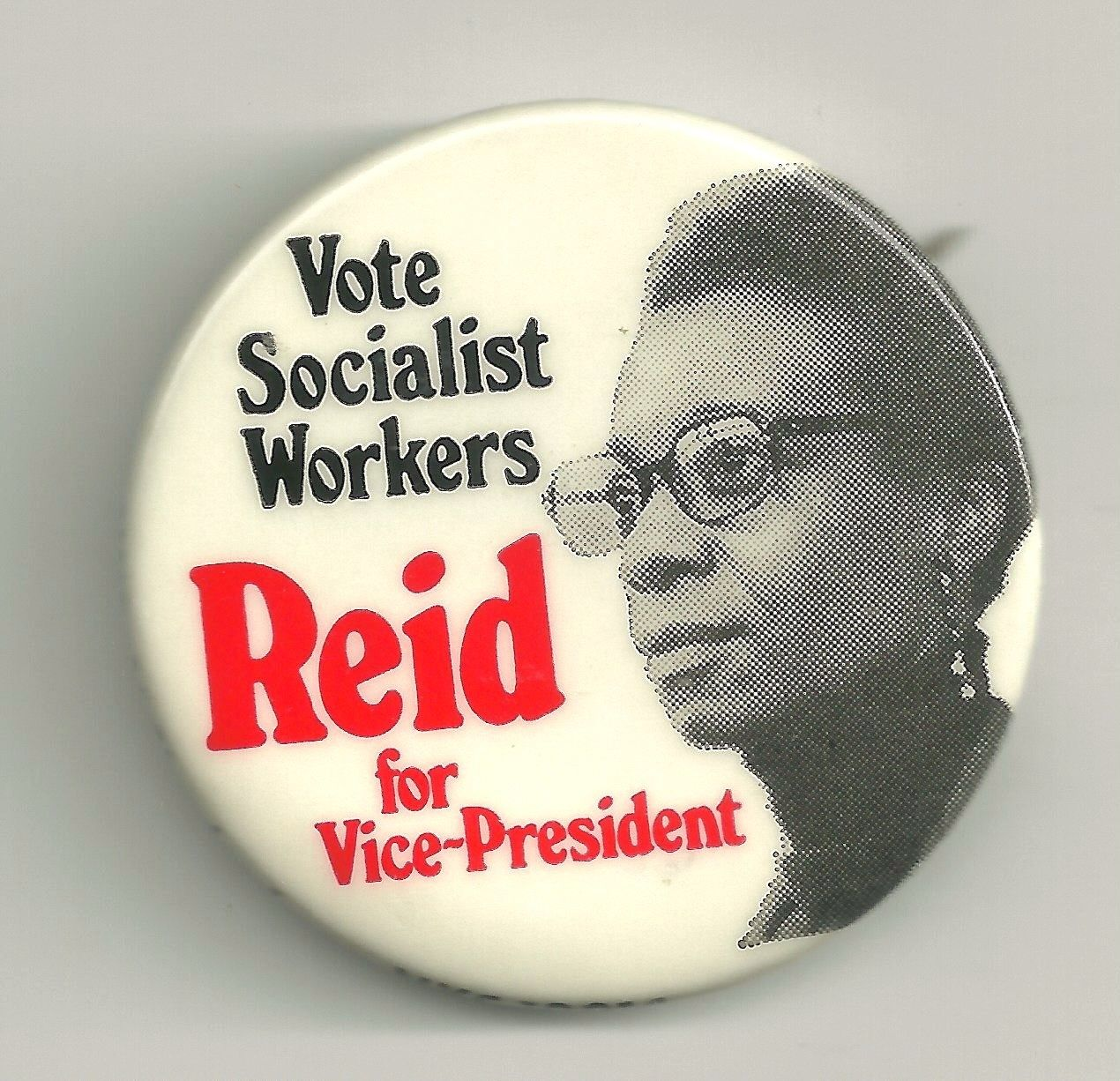
Botão da campanha de 1976 para a candidatura de Willie Mae Reid à vice-presidência dos EUA

O Partido Socialista dos Trabalhadores (Socialist Workers Party ou SWP) é um partido político comunista dos Estados Unidos. É considerado radical de esquerda por ter sido o maior e mais ativo propagador do trotskismo no país por metade do século XX. Em 1985, entretanto, o SWP rejeitou o trotskismo e perdeu grande parte de sua influência. Em 1986, o partido ganhou um processo contra o FBI como resultado dos anos que foi espionado por ele.
O partido declinou a uma sociedade de algumas centenas nos últimos anos e, em 2003, vendeu seu grande quartel general em na cidade de Nova Iorque e se mudou para uma pequena posição em Manhattan.
O SWP tem continuado as políticas conhecidas como "giro para a indústria" e diferente dos partidos estadunidenses similares, a grande maioria dos seus membros são operários industriais e militantes de base sindicais. Isso estabelece uma grande prioridade em participar em, e trabalhar para auxiliar, greves e outras disputas trabalhistas. O SWP também coloca prioridade considerável na Pathfinder Press, que publica uma grade lista de títulos de líderes revolucionários, de Lenin e Trotsky a Malcolm X e Ernesto "Che" Guevara.
Devido a questões legais, o SWP encerrou sua filiação formal à Quarta Internacional na década de 1940. Entretanto, permaneceu com uma política de solidariedade próxima à Quarta Internacional. O SWP rompeu com o Quarta Internacional (pós-reunificação) (SU) em 1990, embora tenha se afastado cada vez mais do trotskismo desde o discurso de Jack Barnes em 1982, "O Trotsky deles e o nosso". Essa ação se seguiu ao Congresso Mundial de 1985. Eles acabaram com a Imprensa Intercontinental em 1986. Nos anos 80, os apoiadores do SWP internacionalmente se reconstituíram em cada país com o nome de Liga Comunista - renomeando seções nacionais do SU ou rachando com elas, ou sendo expulsos.
A formação internacional do SWP é por vezes referida como a "tendência Pathfinder" já que cada um opera um livraria Pathfinder que vende as publicações do braço editorial do SWP, a Pathfinder Press.

## Origens
O Partido Socialista dos Trabalhadores (SWP), fundado em 1938, teve a sua origem na formação da Liga Comunista da América. A Liga foi fundada em 1928 por membros do Partido Comunista dos EUA expulsos por apoiarem o líder comunista russo Leon Trotsky contra Joseph Stalin. Em 1934, a Liga Comunista da América juntou-se ao Partido dos Trabalhadores Americanos (AWP) liderado por A. J. Muste, formando o Partidos dos Trabalhadores dos Estados Unidos. Vários membros dessa organização, um por um, se juntaram ao Partido Socialista da América (SPA) em 1936. O SPA logo expulsou os membros originais do Partido dos Trabalhadores, junto com outros cooptados para a política trotskysta.
Esses militantes expulsos fundaram o Partido Socialista dos Trabalhadores, combinando os nomes do Partido dos Trabalhadores com o do Partido Socialista. O novo partido participou da fundação da Quarta Internacional.
O líder mais conhecido do SWP foi James Patrick Cannon, uma antigo membro do Operários Industriais do Mundo (IWW) e antigo cabeça da Internacional de Defesa dos Trabalhadores (ILD). Outro líder proeminente foi Max Shachtman antes do racha entre os dois em 1940.
O racha de 1940 no SWP seguiu um debate fracional interno sobre o regime interno do partido, a natureza de classe do Estado Russo e a filosofia marxista, entre outras questões. O SWP experimentou outros conflitos fracionais e rachas na história, mas esse foi o maior e ele prenunciou muitas das características dos que estavam por vir.
A maior facção, liderada por Cannon, apoiava a posição trotskysta de que a URSS permanecia como um "estado operário" e deveria ser apoiada em qualquer guerra com qualquer Estado Capitalista, apesar de sua oposição ao regime dirigido por Josef Stalin. A fração minoritária, liderada por Shachtman, defendia que a URSS não deveria ser apoiada em sua guerra com a Finlândia. Um desses líderes, James Burnham, defendia, ainda, que a URSS estava tão degenerada que já não merecia qualquer defesa. Tal qual esse debate, as disputas fracionais ocorridas depois no SWP foram centradas em diferenças de atitudes sobre as revoluções em outros países.
A fração de oposição alegava que a liderança de Cannon era "conservadora e burocrática" e exigiu o direito de ter suas próprias publicações para expressar sua visão fora do partido. A fração majoritária defendeu que isto era contrário ao princípio de Lenin de centralismo democrático e que as diferenças deveriam ser debatidas internamente. Discordâncias similares no regime interno do SWP vieram à tona na maioria das lutas internas posteriores, com a maioria das frações de oposição posteriores fazendo exigências e acusações similares. Apesar disso, a maioria dessas frações posteriores reivindicaram a descendência política de Cannon e da maioria do SWP, não das novas oposições e dos rachas do partido.
A minoria dirigida por Shachtman acabou dividindo o partido, levando quase 40% dos militantes e a organização de juventude, a Liga Socialista de Jovens (YPSL). Metade dos que deixaram o partido acabaram por formar o Partido dos Trabalhadores.
O SWP se opôs à entrada dos Estados Unidos na Segunda Guerra Mundial, argumentando que os EUA iriam conduzir uma guerra imperialista pela redivisão das colônias do mundo e das esferas de influência, não uma guerra pela democracia e contra o fascismo. Acabaram experimentando grandes dificuldades como consequência disso.
Primeiro, a base principal de influência do SWP nos sindicatos ficou sob ataque. Isso teve lugar na Irmandade Internacional dos Condutores na parte superior do meio-oeste, especialmente Minneapolis. Inúmeros membros do SWP foram importantes na liderança da greve dos condutores de Minneapolis em 1934 e na organização do transporte intermunicipal do meio-oeste no em meados dos anos 30 e conseguiram posições de liderança em inúmeros locais. O jornal local de Minneapolis fez agitação contra a entrada dos EUA na guerra. O presidente internacional dos condutores, Daniel Tobin, lançou um esforço para eles abandonassem essas posições e, com a ajuda de empregados e agências governamentais, ele teve sucesso.
Inúmeros militantes foram presos por causa do Smith Act em 1941, incluindo J. P. Cannon. Esses prisioneiros incluem os principais líderes nacionais do SWP e os membros mais proeminentes do condutores do meio-oeste.
Entretanto, o partido colocou em prática a auto-intitulada "Política Militar Proletária" para se opor  politicamente à guerra, enquanto discutiam com seus membros em idade militar, o que significava a maioria dos membros, para que convencessem sua classe, dentro das forças armadas, para que transformassem a guerra imperialista em uma guerra civil, enquanto lutavam com os Nazistas. Embora os membros do SWP mantivessem um perfil deliberadamente baixo durante os anos da guerra, a fração do partido na marinha perdeu inúmeros membros enquanto navegavam em perigosos comboios para Murmansk em uma tentativa de contactar revolucionários na Rússia.
Como conseqüência da repressão que sofreram durante a guerra, o SPW tomou cuidados nessas campanhas durante esse período. Vários de seus membros estarem nas forças armadas teve um efeito prejudicial em sua habilidade de explorar as oportunidades existentes. Entretanto, em contraste com o rival Partido dos Trabalhadores, de Max Shachtman, eles não eram aventureiros. Uma campanha que eles lançaram e que parece ter falhado devido à falta de energia em uma parte do SWP foi a campanha por um Partido Trabalhista. Problemas causados pelo encarceramento de líderes experientes e do alistamento nas forças armadas de outros tantos resultou em que a responsabilidade da edição do The Militant passou por inúmeras mãos durante a guerra.
O SWP foi ativo no apoio às greves dos trabalhadores ocorridas contra o acordo de tempos de guerra de "nenhuma greve", e no apoio aos protestos contra a discriminação racial durante a guerra, como o Movimento Março em Washington, de A. Philip Randolph. O Correio dos Estados Unidos se recusou a enviar algumas edições do The Militant e ameaçou cancelar sua licença de mailing, citando objeções a esses artigos que se opunham à discriminação racial.7

## Pós-guerra
Após a fim da guerra, tanto o SWP quanto a Quarta Internacional esperavam que haveria uma onda de lutas revolucionárias como ocorreu no final da guerra anterior. Ao contrário da Primeira Guerra Mundial, no entanto, que ao seu final assistiu uma série de revoluções operárias na Europa, o período que se seguiu à Segunda Guerra Mundial foi marcado por numerosas e constantes lutas de libertação nacional nas colônias europeias, nas quais os partidos stalinistas foram orientados a sacrificar suas ideologias para cooptar os revolucionários locais de classe média em países como a China, Vietnã, Cuba, Yugoslavia e Albânia.

## Secretários nacionais do SWP
- James P. Cannon (1938-1953)
- Farrell Dobbs (1953-1972)
- Jack Barnes (1972-atual)

## Candidatos à presidência desde 1948
O SWP têm lançado candidatos a presidente desde 1948. Teve seu melhor resultado em 1976, quando seu candidato, Peter Camejo, recebeu 90.986 votos.
- 1948 - Farrell Dobbs = 13.614 votos.
- 1952 - Farrell Dobbs = 10.312 votos.
- 1956 - Farrell Dobbs = 7.797 votos.
- 1960 - Farrell Dobbs = 60.166 votos.
- 1964 - Clifton DeBerry = 32.327 votos.
- 1968 - Fred Halstead = 41.390 votos.
- 1972 -
  - Linda Jenness = 66.677 votos.
  - Evelyn Reed
- 1976 - Peter Camejo = 90.986 votos.[18]
- 1980 -
  - Andrew Pulley = 40.105 votos.
  - Richard Congress. Constando nas cédulas de Ohio = 4.029 votos
  - Clifton DeBerry
- 1984 - Melvin T. Mason = 24.672 votos.
- 1988 - James "Mac" Warren = 15.604 votos.
- 1992 - James "Mac" Warren = 23.096 votos.
- 1996 - James Harris = 8.463 votos.
- 2000 - James Harris = 7.378 votos.
- 2004 -
  - Róger Calero = 3.689 votos. Constando nas cédulas de Minnesota, Nebraska, New Jersey, New York e Vermont
  - James Harris = 7.102 votos. Constando nas cédulas do Colorado, Washington, D.C., Florida, Iowa, Louisiana, Mississippi, Utah, Washington e Wisconsin
- 2008 -
  - Róger Calero: 5.127 votos[19]
  - James Harris: 2.424 votos